# Epirrhoe quadriannulata
Epirrhoe quadriannulata är en fjärilsart som beskrevs av Adrian Hardy Haworth 1809. Epirrhoe quadriannulata ingår i släktet Epirrhoe och familjen mätare. Inga underarter finns listade i Catalogue of Life.